# いない
株式会社いないは、鳥取県倉吉市河原町に本社を置くホームセンターを運営する企業。

## 概要
鳥取・島根・岡山・兵庫県下にホームセンターを展開する他、京都府・山口県でペット専門店を運営する。

## 沿革
- 1950年（昭和25年） - 倉吉市瀬崎町で刃物店「稲井刃物店」設立、金物・工具の販売修理、鋸目立・包丁研ぎを手掛ける[2]。
- 1974年（昭和49年） - 東伯郡東郷町（現・湯梨浜町）門田の県道沿いに「ハウジングランドいない」1号店（倉吉東店）オープン。
- 1977年（昭和52年） - 鳥取市安長に2号店（鳥取店）がオープン。
- 1979年（昭和54年） - 「有限会社稲井豊平金物機工」に組織変更[3]。
- 1982年（昭和57年） - 倉吉市河原町に本部を移転。
- 1986年（昭和61年） - 島根県に進出、安来店をオープン。
- 1990年（平成2年）  - 東伯郡大栄町（現・北栄町）に卸部門「いないロジスティックス株式会社」を設立。
- 1991年（平成3年）  - 兵庫県に進出、山崎店をオープン。
- 1993年（平成5年）  - 「株式会社いない」に組織変更。岡山県に進出、久世店をオープン。
- 2004年（平成16年） - ダイキ株式会社（現・DCMダイキ株式会社）と業務提携。
- 2009年（平成21年） - 有限会社キャプテンドラッグを吸収合併。
- 2013年（平成25年） - モリスホーム株式会社を完全子会社化。

## 業態

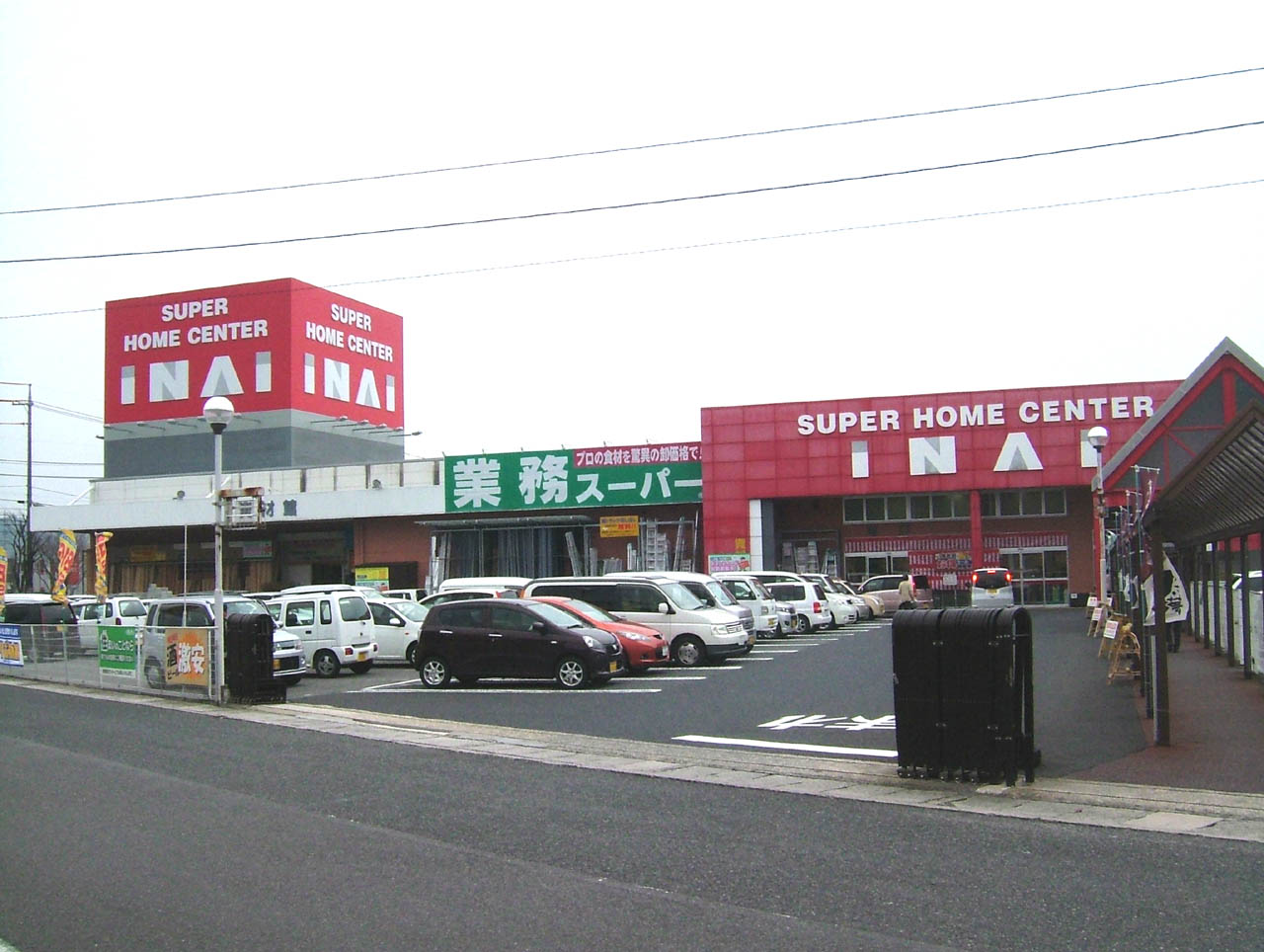
スーパーホームセンターいない倉吉中央店

- ハウジングランドいない - ホームセンター店舗
- スーパーホームセンターいない - 商圏の広い大型ホームセンター店舗
- ドラッグ171 - ドラッグストア、単独店舗またはホームセンターに併設。
- ペッツパーク - 総合ペット専門店、単独店舗またはホームセンターに併設。
- ミモザ - 化粧品、雑貨専門店
- FC業務スーパー

## 閉鎖した店舗
鳥取市
旧鳥取市内（合併した河原町を除く）からはホームセンターは撤退
- 鳥取店 - 1977年～1993年。安長店に統合　ゼビオ等を経て現在はSHOT鳥取店などへてを経て現在はセカンドストリート建つ。
- 安長店 - 1991年～2003年。店舗建物をサンヨーグループに譲渡、パチンコUFO安長店に改修。
- 鳥取駅南店 - 1981年から2003年。ドラッグ171・業務スーパーに業態変更。2023年ドラッグ171が撤退、業務スーパー単独店舗となるが紙おむつ・衛生用品の販売は継続。
- 丸山店 - 1984年～2001年。ドラッグ171に業態変更。
- 雲山店 - 1986年～2003年他社譲渡、SHOT雲山店を経てGEO雲山店となるが、2018年立川町に移転後建物を解体、跡地にディスカウントドラッグコスモス雲山店が開店。

湯梨浜町
- 倉吉東店 - 1974年～1998年

津山市
- イーストランド店

松江市
- 川津店 - ドラッグ171に業態変更するも2ヶ月で閉店、サードステーション松江店を経て万代書店松江店となる。

出雲市
- 出雲塩冶店 - 業務スーパーに業態変更、2017年9月24日をもって閉店。

## グループ会社
- いないホールディングス株式会社 - 持株会社
  - 株式会社いない - 小売事業（ホームセンター・ドラッグストア・ペット関連）
  - いないロジスティック株式会社 - 物流事業
  - ホームテリア株式会社 - リフォーム事業
  - 株式会社アリー - 小売事業（化粧品）